# Ron Steele
Ron Eston Steele (* 19. August 1953 in Leavenworth, Washington) ist ein ehemaliger US-amerikanischer Skispringer.

## Werdegang
Steele, der die University of Utah besuchte und für den Leavenworth Winter Sports Club startete, gab sein internationales Debüt mit dem Start bei den Olympischen Winterspielen 1972 n Sapporo. Von der Normalschanze sprang er auf Rang 41, bevor er von der Großschanze auf einen sehr guten 25. Platz springen konnte.
Im Winter startete Steele bei der Vierschanzentournee 1972/73, kam aber über Rang 80 in der Gesamtwertung nicht hinaus. Erst bei der folgenden Vierschanzentournee 1973/74 gelang ihm der Durchbruch. Zwar startete er in Oberstdorf und Garmisch-Partenkirchen verhalten, stand aber als 23. in Innsbruck auf der Bergiselschanze erstmals unter den besten 30. Nach einem 27. Platz in Bischofshofen beendete er die Tournee auf Rang 33 der Gesamtwertung. An dieses Ergebnis konnte er bis 1977 nicht mehr anknüpfen.
Bei den US-Meisterschaften 1974 in seiner Heimatstadt Leavenworth gewann er den Titel im Einzelspringen. Daraufhin reiste er als Mitglied der Nationalmannschaft zur Nordischen Skiweltmeisterschaft 1974 in Falun. Von der Großschanze konnte er sich dort mit Sprüngen auf 84 und 79,5 Metern auf dem 40. Rang platzieren. Von der Normalschanze erreichte er nach Sprüngen auf 76 und 74 Meter den 46. Platz. Im gleichen Jahr gewann er den Skiflug-Titel am Copper Peak in Ironwood.
Nachdem ihm in der Folge international keine Erfolge mehr gelangen, beendete er 1977 seine aktive Skisprungkarriere. Nach dem Ende seiner Karriere wechselte Steele, der zuvor bereits in einem Skishop arbeitete, zum Skihersteller Rossignol als Alpine Technical Representative. Wenig später stieg er zum Vicepresident of Marketing and Sales auf. 2012 übernahm er den Geschäftsführerposten der Group Rossignol North America.

## Erfolge

### Vierschanzentournee-Platzierungen
| Saison  | Platz | Punkte |
| ------- | ----- | ------ |
| 1972/73 | 80.   | 540,1  |
| 1973/74 | 33.   | 798,1  |
| 1974/75 | 75.   | 437,4  |
| 1975/76 | 76.   | 486,3  |
| 1976/77 | 58.   | 614,5  |